# ARD ZDF Deutschlandradio Beitragsservice

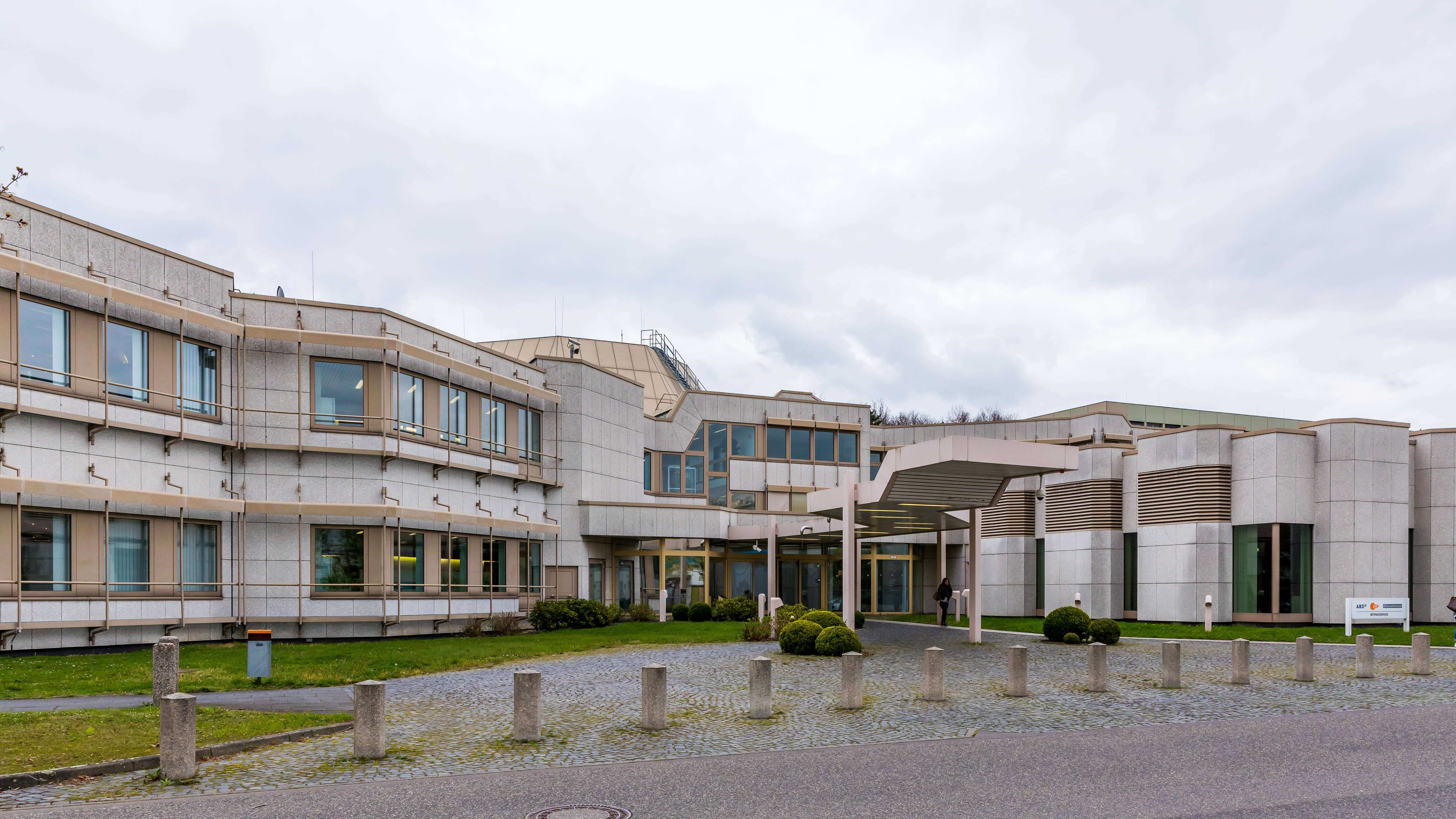
Zentrale in Köln

Der ARD ZDF Deutschlandradio Beitragsservice ist eine vom Zweiten Deutschen Fernsehen (ZDF), dem Deutschlandradio und den neun öffentlich-rechtlichen Landesrundfunkanstalten der Bundesrepublik Deutschland gemeinsam betriebene und nicht rechtsfähige Gemeinschaftseinrichtung. Sie zieht seit dem 1. Januar 2013 den Rundfunkbeitrag ein. Die Gemeinschaftseinrichtung befindet sich in Köln.
Sie ging aus der Gebühreneinzugszentrale (GEZ) hervor, die bis zum 31. Dezember 2012 bestand. Die GEZ zog von 1976 bis 2012 die Rundfunkgebühren ein. Diese Abgaben entsprachen dem Finanzierungsmodell des öffentlich-rechtlichen Rundfunks und waren im Rundfunkstaatsvertrag der Bundesländer festgelegt.
Der Beitragsservice leitet die eingezogenen Gelder an die Landesrundfunkanstalten der ARD, an das ZDF, an das Deutschlandradio sowie an die 14 für die Aufsicht des privaten Rundfunks zuständigen Landesmedienanstalten weiter.
2015 zog er von 44,661 Millionen Konten über 8,1 Milliarden Euro ein. Er tätigte rund 25,5 Millionen Mahnmaßnahmen und rund 720.000 Zwangsvollstreckungen. 2022 zog er von 45,957 Millionen Konten über 8,5 Milliarden Euro ein. Er tätigte 19,5 Millionen Maßnahmen im Forderungsmanagement, davon über eine Million Zwangsvollstreckungen.

## Geschichte

GEZ-Logo bis 2007

GEZ-Logo, 2012

Logo des ARD ZDF Deutschlandradio Beitragsservice bis Oktober 2017

1923 wurde der Gebühreneinzug über die Reichspost etabliert und von der Bundespost fortgeführt. Ein Wendepunkt war das Urteil des Bundesverwaltungsgerichts vom 15. März 1968, das klarstellte, dass die Regelung der Rundfunkgebühren Sache der Bundesländer und nicht der Post sei.
In Folge dieses Urteils wurde 1973 die GEZ als Gemeinschaftseinrichtung von ARD, ZDF und Deutschlandradio mit Sitz in Köln gegründet und nahm am 1. Januar 1976 ihre Arbeit auf.
Die GEZ wurde am 1. Januar 2013 im Zuge der gleichzeitig wirksam gewordenen Umstellung der Rundfunkfinanzierung vom bisherigen Gebühren- auf das neue Beitragsmodell in ARD ZDF Deutschlandradio Beitragsservice umbenannt.

## Organisation

### Beitragsservice
Rechtsgrundlage des Beitragsservice ist die „Verwaltungsvereinbarung Beitragseinzug“. Ihrer Rechtsnatur nach handelt es sich dabei um eine Satzung, die den Zweck, den inneren Aufbau sowie die Rechte und Pflichten der Mitglieder im Verhältnis untereinander sowie die Rechte und Pflichten der Mitglieder zum Beitragsservice regelt.
Mitglieder des Beitragsservice sind laut der Verwaltungsvereinbarung:
- der Bayerische Rundfunk (BR),
- der Hessische Rundfunk (hr),
- der Mitteldeutsche Rundfunk (MDR),
- der Norddeutsche Rundfunk (NDR),
- Radio Bremen (RB),
- der Rundfunk Berlin-Brandenburg (rbb),
- der Saarländische Rundfunk (SR),
- der Südwestrundfunk (SWR),
- der Westdeutsche Rundfunk Köln (WDR),
- Deutschlandradio (DLR) und
- das Zweite Deutsche Fernsehen (ZDF).

Gemeinschaftlicher Zweck der Mitglieder ist gemäß § 2 der Verwaltungsvereinbarung der gemeinschaftliche Betrieb eines Rechen- und Dienstleistungszentrums.
Der Beitragsservice besteht aus zwei Organen: der Geschäftsführung (§ 5 der Verwaltungsvereinbarung) einerseits und dem Verwaltungsrat (§ 3 der Verwaltungsvereinbarung) andererseits. Da die Organe der Mitglieder abschließend in den entsprechenden Gesetzen geregelt sind, ist der Beitragsservice nicht „Teil der Rundfunkanstalten“, sondern aufgrund eigener Organe eine rechtlich verselbstständigte Organisationsform.
Die Einordnung des Beitragsservice in das organisationsrechtliche Rechtsformengefüge ist weder in der Rechtsprechung noch der Literatur eindeutig geklärt. Einerseits ist der Beitragsservice keine juristische Person, weil ihm kein Gesetz die Rechtsfähigkeit verleiht. Andererseits spiegelt der innere Aufbau des Beitragsservice den charakteristischen inneren Aufbau kommunaler Zweckverbände wider, die ihrerseits aber aufgrund entsprechender gesetzlicher Grundlagen juristische Personen des öffentlichen Rechts sind.
Der Beitragsservice soll die Verwaltung des Abgabenaufkommens des öffentlich-rechtlichen Rundfunks übernehmen. Er wird dabei für die betreffende Landesrundfunkanstalt der ARD tätig, die vom Rundfunkbeitragsstaatsvertrag (in § 10) als Beitragsgläubigerin definiert wird. Seiner Rechtsnatur nach handelt es sich bei dem Rechtsverhältnis zwischen dem Beitragsservice und den Rundfunkanstalten um ein Beleihungsrechtsverhältnis, da der Beitragsservice gemäß § 10 Absatz 7 RBStV hoheitliche Aufgaben, Rechte und Pflichten für die Rundfunkanstalten wahrnimmt.
Die Vorgängerorganisation GEZ hatte Ende 2012 1200 Mitarbeiter und sollte nach ARD-Angaben bis Ende 2016 auf 930 reduziert werden. Bedingt durch den Umstellungsprozess vom Gebühren- auf das Beitragsmodell wurden zwischenzeitlich 250 zusätzliche Mitarbeiter befristet eingestellt, deren Verträge bis Ende 2015 ausliefen. Der Beitragsservice besteht neben der in Köln sitzenden Zentrale aus regionalen Niederlassungen bei sieben Landesrundfunkanstalten der ARD (im Zuständigkeitsgebiet des Saarländischen Rundfunks und von Radio Bremen gibt es keine eigenen Niederlassungen).
Zur Einhaltung der gebührenrechtlichen Vorschriften wurden von der jeweils zuständigen Landesrundfunkanstalt Rundfunkgebührenbeauftragte vor Ort eingesetzt. Diese konnten u. a. Anzeigen zur Anmeldung eines Rundfunkempfangsgerätes entgegennehmen, welche gemäß einem Verteilerschlüssel und abzüglich Verwaltungskostenanteil an die GEZ weitergeleitet wurden.

### Aufsichtsgremien

#### Verwaltungsrat
Der Verwaltungsrat (§ 3 der Verwaltungsvereinbarung) als beschließendes Organ, der das Kontrollgremium des Beitragsservice (wie auch bereits der GEZ) darstellt, besteht aus je einem Vertreter der Landesrundfunkanstalten und des Deutschlandradio sowie drei Vertretern des Zweiten Deutschen Fernsehens.
- Vorsitzende: Stefanie Drinhausen, Verwaltungsdirektorin (WDR)
- Stellvertretende Vorsitzende:

- Karin Brieden, Verwaltungsdirektorin (ZDF)
- Nina Hütt, Justiziarin (HR)
- Rainer Kampmann, Verwaltungs- und Betriebsdirektor (Deutschlandradio)

- Mitglieder:

- Susanne Flügel, Hauptabteilungsleiterin Finanzen (ZDF)
- Albrecht Frenzel, Verwaltungsdirektor (BR)
- Alexandra Köth, Justiziarin (SWR)
- Nicole Küchler-Stahn, Verwaltungs-, Produktions- und Betriebsdirektorin (RBB)
- Michael Kühn, Justiziar (NDR)
- Jan Schrader, Abteilungsleiter Finanzen (RB)
- Jens-Ole Schröder, Juristischer Direktor (MDR)
- Martin Stephan, Verwaltungs- und Betriebsdirektor (SR)
- Peter Weber, Justiziar (ZDF)

Der Verwaltungsrat bestellt einen Fachbeirat. Dieser berät den Verwaltungsrat und die Geschäftsführung in Fachfragen.

#### Geschäftsführer
Der Geschäftsführer (§ 5 der Verwaltungsvereinbarung) als ausführendes Organ setzt die Beschlüsse des Verwaltungsrats um. Er vertritt den Beitragsservice bei Rechtsgeschäften gegenüber Dritten.

#### Ombudsmann
Nachdem es wegen Korruptionsvorwürfen zu (später eingestellten) Ermittlungsverfahren gegen mehrere GEZ-Mitarbeiter gekommen war, richtete die GEZ 2007 die Funktion eines externen Ombudsmannes ein, der seitdem als Ansprechpartner der Allgemeinheit für Verdachtsfälle auf wirtschaftskriminelle Handlungen im Zusammenhang mit der Beitragserhebung zur Verfügung steht.

## Tätigkeit
Von 1976 bis 2012 zog die Vorgängerorganisation GEZ die Rundfunkgebühren nach dem Rundfunkfinanzierungsstaatsvertrag (auf Basis des Rundfunkgebührenstaatsvertrags) ein. Ihre Aufgaben waren dabei:
- Gebühreneinzug (Verpflichtung neuer Teilnehmer, Erlangung rückständiger Rundfunkgebühren, Abwicklung des Zahlungsverkehrs)
- Gebührenbefreiungen
- Gebührenplanung
- Teilnehmerbetreuung

### Gebührenplanung
Die GEZ hatte die Federführung für die Planung der Gebührenerträge aus dem Angebot des öffentlich-rechtlichen Rundfunks der Bundesrepublik Deutschland. Auf der Basis von Vorarbeiten der GEZ wurden sie von der Arbeitsgruppe Gebührenplanung, einer Unterkommission der Finanzkommission der Rundfunkanstalten – grundsätzlich für einen Zeitraum von fünf Jahren oder der aktuellen Gebührenperiode (31. Dezember 2009, Stand: Juni 2007) geplant. Der Geschäftsführer der GEZ war gleichzeitig Vorsitzender der Arbeitsgruppe Gebührenplanung.

### Erhebung der Abgabe
Seit dem 1. Januar 2009 betrug die monatliche Rundfunkgebühr 17,98 Euro, bei Nutzung nur des Radioempfangs 5,76 Euro. Diese Gebühren waren jeweils für einen Zeitraum von drei Monaten zu zahlen. Empfangsgeräte in gewerblich genutzten Räumen und Fahrzeugen waren einzeln anmelde- und gebührenpflichtig. Die Rundfunkgebühr galt dabei sowohl für herkömmliche Hörfunkempfänger als auch ausdrücklich für sogenannte „neuartige Rundfunkgeräte“, was internetfähige Computer umfasst. Eine Ordnungswidrigkeit beging, wer seine Gebührenpflicht nicht innerhalb eines Monats anzeigte oder fällige Beiträge nicht vollständig innerhalb von sechs Monaten zahlte.
Am 9. Juni 2010 beschlossen die Ministerpräsidenten der Länder, das vom ehemaligen Bundesverfassungsrichter und Steuerexperten Paul Kirchhof erarbeitete Beitragsmodell einer Wohnungspauschale ab dem 1. Januar 2013 einzuführen. Der in der Folge von den Landesparlamenten der Bundesländer ratifizierte Rundfunkbeitragsstaatsvertrag sieht vor, die Rundfunkgebühr durch einen pauschalen Wohnungsbeitrag zu ersetzen, der weder von den tatsächlich vorhandenen Empfangsgeräten noch der Zahl der Bewohner abhängt. Der monatliche Beitrag pro Wohnung betrug zunächst wie bisher 17,98 Euro für Fernsehnutzer. Damit hatte sich die Abgabe für Haushalte, die nach bisheriger Regelung mehrere Gebührensätze zahlen mussten, verringert, aber für Nutzer, die nur über ein Radio oder PC und nicht über ein Fernsehgerät verfügten, erhöht. Seit 2013 müssen auch Behinderte, denen das Merkzeichen RF zuerkannt wurde, die Abgabe entrichten. Demnach bezahlten solche Schwerbehinderte ein Drittel des monatlichen Beitrags (also 5,99 Euro pro Monat). Davor waren Menschen, die durch besondere Umstände (zum Beispiel: Grad der Behinderung von wenigstens 80 %) auch an der Teilnahme an öffentlichen Veranstaltungen gehindert waren, Schwerhörige, Taube, Gehörlose und Blinde, bei denen ein Grad der Behinderung von wenigstens 60 % festgestellt wurde, von der Gebühr befreit. Danach werden nur Taubblinde sowie Empfänger mit besonders niedrigem Einkommen (etwa: Grundsicherung gemäß 4. Kap. SGB XII oder Blindenhilfe nach § 72 SGB XII) sowie besondere, nicht näher bezeichnete Härtefälle (§ 4 Abs. 6 RBStV) vollständig von der Zahlung des Rundfunkbeitrages befreit.
Am 1. April 2015 wurde der Beitrag auf 17,50 Euro/Monat gesenkt. Für Menschen mit Behinderung (Merkzeichen RF) galt damit ein Beitrag von 5,83 Euro/Monat. Die Ministerpräsidenten begrenzten die Reduzierung des Beitrags auf 48 Cent, obwohl die Experten der KEF (Kommission zur Ermittlung des Finanzbedarfs der Rundfunkanstalten) eine Senkung der Abgabe um 73 Cent empfohlen hatten.
Das Bundesverfassungsgericht entschied mit Beschluss vom 20. Juli 2021, Az.: 1 BvR 2756/20, dass die Höhe des Rundfunkbeitrags auf 18,36 Euro pro Monat angepasst werden kann. Der ermäßigte Rundfunkbeitrag beträgt nunmehr 6,12 Euro. Der veränderte Rundfunkbeitrag wurde erstmals für den Monat August 2021 erhoben.

### Datenerhebung und Datenspeicherung
Am 1. Januar 2013 stellte der Beitragsservice die bestehenden Datensätze vom bisherigen Gebührenmodell auf das neue Beitragsmodell um. Für die meisten Privatpersonen war keine wesentliche Änderung der Datensätze erforderlich, da sie weiterhin die bisher für Fernsehgeräte in ihrem Haushalt fällige Rundfunkgebühr als sich an der Wohnung bemessenden Rundfunkbeitrag in gleicher Höhe entrichten. Seit 2013 erhebt und speichert der Beitragsservice somit keine Informationen mehr über die Art und Anzahl der in einer Wohnung oder in einem Fahrzeug vorhandenen, nach amtlicher Definition zum Rundfunkempfang geeigneten Geräte. An die aufgrund der Art der angemeldeten Geräte bisher nur die Grundgebühr zahlenden Rundfunkteilnehmer schickt der Beitragsservice seit 2012 Bescheide über die nach neuer Gesetzgebung fällige volle Beitragshöhe. Gleiches gilt für vormals aus anderen Gründen von der Gebührenpflicht Befreite, deren Befreiungsgrund nach dem neuen Modell entfällt, beispielsweise die meisten Schwerbehinderten. Nach dem geänderten Beitragsmodell nicht mehr beitragspflichtige bisherige Gebührenzahler müssen sich mit Angabe des Befreiungsgrundes beim Beitragsservice abmelden und erhalten etwaige ab dem 1. Januar 2013 zu viel gezahlte Beiträge erstattet. Dies betrifft beispielsweise in gemeinsamer Wohnung mit anderen Familienmitgliedern lebende volljährige Arbeitnehmer oder Auszubildende mit eigenem Einkommen oder bisher einzeln gebührenpflichtige Bewohner von Wohngemeinschaften.
Ab dem 1. März 2013 sollte es einen einmaligen Abgleich der Teilnehmerdaten des Beitragsservice mit den bei den Einwohnermeldebehörden gespeicherten relevanten Daten von rund 70 Millionen volljährigen Bewohnern Deutschlands (Name, Geburtsdatum, aktuelle und vorherige Anschrift) geben, um bisher nicht von der GEZ erfasste Personen ermitteln zu können. Bisher nicht gezahlte Rundfunkgebühren oder -beiträge werden ab 2013 bei neuen Forderungen nur rückwirkend ab dem 1. Januar 2013 in Rechnung gestellt.
Bei auf Grundlage des Meldedatenabgleichs ermittelten Wohnungsinhabern ohne bisheriges Beitragskonto, die auf die vom Beitragsservice verschickten Anschreiben nicht reagierten, führte dieser seit Ende 2013 sogenannte Direktanmeldungen durch, indem er sie automatisch als beitragspflichtig registrierte. Drei Viertel der 2014 gegenüber 2013 erreichten Mehrerträge waren Folge dieser Direktanmeldungen, durch die offenbar eine hohe Zahl an Menschen erfasst wurde, die sich unter dem vorherigen, weniger dichten Erfassungssystem trotz vorliegender Rundfunknutzung erfolgreich ihrer gesetzlichen Zahlungspflicht entziehen konnte. Nach Recherchen des Branchenfachblatts Medienkorrespondenz wandte der Beitragsservice das Instrument der Direktanmeldungen erst an, nachdem sowohl die über das Finanzgebaren der Rundfunkanstalten wachende Kommission zur Ermittlung des Finanzbedarfs der Rundfunkanstalten (KEF) als auch die für die Gesetzgebung zuständige Politik Druck auf ARD und ZDF sowie den Beitragsservice selbst ausgeübt hatten, die darin ein wichtiges Element zur Erreichung einer größeren Beitragsgerechtigkeit sahen. Die Sender selbst hätten diese Methode aus Angst vor negativer Berichterstattung in den Medien nicht anwenden wollen. Über die Direktanmeldungen seien insbesondere finanziell besser gestellte Menschen erfasst worden.
Die Erfassung der neben den Privatwohnungen ebenfalls beitragspflichtigen Betriebsstätten ist wesentlich komplexer, da sich die jeweilige Beitragshöhe nach einer Kombination aus verschiedenen Faktoren richtet, wie vor allem: Art der Betriebsstätte, Anzahl der Niederlassungen, Anzahl der Fahrzeuge und Anzahl der Mitarbeiter. Einrichtungen des Gemeinwohls (Schulen, gemeinnützige Vereine, Stiftungen etc.) zahlen maximal einen vollen Beitragssatz (17,50 Euro) pro Betriebsstätte, bei bis zu acht Mitarbeitern nur ein Drittel (5,83 Euro). Letztere Regel gilt auch für Betriebsstätten von Privatunternehmen, für die ab neun und bis zu 19 Mitarbeitern der volle Beitragssatz anfällt, womit laut Beitragsservice neunzig Prozent der Betriebsstätten abgedeckt sind. Bei höheren Mitarbeiterzahlen findet eine Staffelung mit insgesamt zehn Schritten Anwendung, bei der der Höchstsatz, somit der 180-fache Beitragssatz (3150 Euro) für Betriebsstätten ab 20.000 Mitarbeitern fällig wird. Bei mehr als einem genutzten Kraftfahrzeug pro Betriebsstätte ist für jedes Fahrzeug 5,83 Euro zu zahlen. Für vermietete Zimmer oder Ferienwohnungen fallen zusätzlich zum Beitrag für die Betriebsstätte ab dem zweiten Zimmer oder der zweiten Wohnung 5,83 Euro an.
Schon zuvor durften die Landesrundfunkanstalten bzw. die ehemalige GEZ alle Daten von Rundfunkteilnehmern speichern und verwalten, die für die Erfüllung ihrer Aufgaben nötig waren. Das Statistische Bundesamt zählte 39 Millionen Privathaushalte, während die GEZ im Jahr 2012 einen Datenbestand von 41,8 Millionen Teilnehmerkonten hatte (einschließlich 3,18 Millionen Konten abgemeldeter Teilnehmer). Die GEZ pflegte somit eine der umfassendsten Datensammlungen über die Einwohner der Bundesrepublik Deutschland.
Grundlage für die Daten waren zunächst die von den Teilnehmern auf entsprechenden Formularen gemachten Angaben. Die Formulare wurden zum Beispiel bei Postämtern, Banken und Sparkassen ausgelegt. Eine weitere Quelle für Daten waren die Einwohnermeldeämter. Diese leiteten An- und Ummeldedaten an die GEZ weiter, auch wenn beim Einwohnermeldeamt eine Auskunfts- und Übermittlungssperre eingerichtet wurde. So wurden im Jahr 2002 von den bundesdeutschen Meldebehörden über 12 Millionen Datensätze von Bürgern an die GEZ übermittelt.
GEZ-Sprecherin Nicole Hurst sagte: „Wir sind jetzt schon gesetzlich berechtigt, Änderungsdaten von den Einwohnermeldeämtern zu bekommen. Zu bestimmten Stichtagen erhalten wir die Daten der Einwohnermeldeämter. Das sind dann die aktuellsten Daten.“

### Ermittlung und Überwachung
Mit Inkrafttreten der Neuregelung des Beitragsmodells fällt der Beauftragtendienst weg, die Landesrundfunkanstalten haben die Verträge mit den entsprechenden Mitarbeitern gekündigt. Der Beitragsservice wird im Gegensatz zur Vergangenheit zumindest bis 2013 und 2014 keine Daten mehr von kommerziellen Adresshändlern erwerben, was die GEZ bisher tat, um sie mit eigenen Daten abzugleichen. Wie bisher sind volljährige Einwohner Deutschlands, die bisher weder beitragsbefreit noch beitragszahlend sind, zur unverzüglichen Anmeldung beim Beitragsservice verpflichtet. Um diejenigen ermitteln zu können, die sich dieser Pflicht entziehen, ist dem Beitragsservice nur die Möglichkeit des einmaligen Datenabgleichs mit den Datensätzen der Einwohnermeldeämter gegeben (siehe oben, Abschnitt Datenerhebung und Datenspeicherung). Die Rundfunkgebührenbeauftragten werden im neuen Staatsvertrag (2013) im Zusammenhang mit dem Außendienst nicht erwähnt. Gemäß Presseberichten ist deren Fortexistenz jedoch vermutlich  gewährleistet.
Die ehemalige GEZ unterhielt keinen eigenen Außendienst, sie erfasste neue Teilnehmer ausschließlich aufgrund freiwilliger Meldung, Anschreiben und aus anderen Quellen erhaltenen Daten. Bei ausbleibender Antwort auf ihr erstes Anschreiben verfasste die GEZ die nachfolgenden zwei Schreiben in immer strengeren Formulierungen, die häufig den Eindruck erweckten, es würden demnächst hoheitliche Maßnahmen ergriffen. Da diese an alle angeschriebenen Personen gingen, wurden daher auch eigentlich nicht auskunftspflichtige Personen zur Auskunft aufgefordert.
Darüber hinaus ließ sich die GEZ unter anderem von den Rundfunkgebührenbeauftragten der Landesrundfunkanstalten zuarbeiten, um weitere neue Daten zu erhalten. Die vermeintlichen „GEZ-Kontrolleure“ (als Gesamtheit auch Beauftragtendienst genannt) waren selbstständig tätige Außendienstmitarbeiter der Landesrundfunkanstalten (bzw. deren Angestellte) ohne hoheitliche Befugnisse (wie beispielsweise den Zutritt zu Privaträumen). So etwa hatte 2006 der MDR 141 freiberufliche Gebührenfahnder, die im Schnitt ca. 30.000 Euro Provision pro Jahr bekamen. Die Gebührenbeauftragten arbeiteten auf der Basis von Erfolgsprovisionen und hatten sich durch einen Dienstausweis der Landesrundfunkanstalt auszuweisen.
Die GEZ durfte von Nicht-Teilnehmern keine Daten speichern bzw. von ehemaligen Rundfunkteilnehmern die Daten nur in einem begrenzten Zeitraum speichern. Daher kam es vor, dass die GEZ Personen erneut anschrieb, da vorherige Anschreiben nicht gespeichert wurden. Dieser Außendienst kostete vor seiner Abschaffung jährlich zuletzt rund 200 Millionen Euro.

### Werbung
Die GEZ betrieb in Print- und elektronischen Medien Werbekampagnen, um auf die gesetzliche Pflicht zur Gebührenzahlung aufmerksam zu machen. Bis 2005 war „Schon GEZahlt?“ der Slogan der Kampagnen, von 2006 bis 2012 wurde unter dem Motto „Natürlich zahl’ ich.“ bei den Medienkonsumenten für die Anmeldung geworben. Die GEZ gab im Jahre 2006 etwa 6 Millionen Euro für Werbung aus, die über die Rundfunkanstalten bilanziert werden. Zur Einführung des geänderten, wohnungsbasierten Rundfunkbeitrags wurde ab 2012 der Slogan „Einfach. Für alle. Der neue Rundfunkbeitrag“ verwendet.

## Gebührenerträge und Verwaltungskosten
Im Jahr 2020 nahm der Beitragsservice 8,11 Milliarden Euro ein, erzeugte dabei eigene Kosten von 176 Millionen Euro, das sind 2,17 Prozent des Gesamtertrags bzw. 3,83 Euro pro Teilnehmerkonto. Zusätzliche Kosten entstehen in den ARD-Anstalten durch die sogenannten Beauftragtendienste, die direkt bei den ARD-Anstalten verbuchten „Aufwendungen für den Gebühreneinzug“ beliefen sich so z. B. im Jahr 2011 laut Finanzbericht der ARD auf 177,2 Millionen Euro.
| Jahr | Gesamtertrag in Milliarden Euro | Aufwendungen Beitragsservice | Aufwendungen Beitragsservice | Aufwendungen Beitragsservice | Teilnehmerkonten in Millionen | Änderung der Teilnehmerzahl | Quelle |
| Jahr | Gesamtertrag in Milliarden Euro | Gesamt                       | in Euro                      | Euro pro Teilnehmer          | Teilnehmerkonten in Millionen | Änderung der Teilnehmerzahl | Quelle |
| ---- | ------------------------------- | ---------------------------- | ---------------------------- | ---------------------------- | ----------------------------- | --------------------------- | ------ |
| 1999 | 5,8000                          |                              |                              | 2,76                         |                               |                             |        |
| 2000 | 5,9200                          |                              |                              | 2,82                         |                               |                             |        |
| 2001 | 6,6500                          |                              |                              | 2,95                         |                               |                             |        |
| 2002 | 6,7500                          |                              |                              | 3,03                         |                               |                             |        |
| 2003 | 6,7900                          | 1,97 %                       |                              | 3,29                         |                               |                             |        |
| 2004 | 6,8500                          | 2,08 %                       | 142.480.000                  | 3,45                         | 41,2                          | +600.000                    |        |
| 2005 | 7,1230                          | 2,27 %                       | 161.692.100                  | 3,89                         | 41,7                          | +400.000                    |        |
| 2006 | 7,2860                          | 2,23 %                       | 162.477.800                  | 3,87                         | 42,0                          | +300.000                    |        |
| 2007 | 7,2980                          | 2,18 %                       | 159.096.400                  | 3,77                         | 42,3                          | +300.000                    | [ 42 ] |
| 2008 | 7,2605                          | 2,26 %                       | 164.087.300                  | 3,87                         | 42,5                          | +200.000                    | [ 43 ] |
| 2009 | 7,6040                          | 2,13 %                       | 161.593.542                  | 3,85                         | 41,9                          | –600.000                    | [ 44 ] |
| 2010 | 7,5450                          | 2,13 %                       | 160.494.698                  | 3,83                         | 41,9                          | ±0                          | [ 45 ] |
| 2011 | 7,5330                          | 2,16 %                       | 163.039.388                  | 3,84                         | 41,8                          | –100.000                    | [ 46 ] |
| 2012 | 7,4920                          | 2,15 %                       | 181.932.798                  | 3,86                         | 41,8                          | –079.000                    | [ 47 ] |
| 2013 | 7,6810                          | 2,17 %                       | 167.000.000                  | 3,94                         | 42,4                          | +600.000                    | [ 48 ] |
| 2014 | 8,3240                          | 2,05 %                       | 170.600.000                  | 3,83                         | 44,5                          | +1.100.000                  | [ 49 ] |
| 2015 | 8,131                           | 2,11 %                       | 171.271.011                  | 3,83                         | 44,7                          | + 153.000                   | [ 50 ] |
| 2016 | 7,978                           | 2,12 %                       | 168.852.583                  | 3,76                         | 44,9                          | + 210.395                   | [ 51 ] |
| 2017 | 7,974                           | 2,08 %                       | 165.695.572                  | 3,68                         | 45,0                          | + 137.721                   | [ 52 ] |
| 2018 | 8,008                           | 2,17 %                       | 173.472.461                  | 3,79                         | 45,8                          | + 810.732                   | [ 53 ] |
| 2019 | 8,068                           | 2,16 %                       | 174.633.146                  | 3,79                         | 46,1                          | + 312.354                   | [ 54 ] |
| 2020 | 8,110                           | 2,17 %                       | 176.036.911                  | 3,83                         | 45,9                          | –0193.946                   | [ 40 ] |
| 2021 | 8,422 1                         | 2,08 %                       | 178.113.229                  | 3,77                         | 45,7                          | –0203.596                   | [ 55 ] |
| 2022 | 8,567                           | 2,05 %                       | 172.750.259                  | 3,75                         | 45,9                          | + 222.055                   | [ 56 ] |

## Recht

### Rechtsgrundlagen
Für die Rundfunkteilnehmer gelten primär die Satzungen über das Verfahren zur Leistung der Rundfunkgebühren der einzelnen Landesrundfunkanstalten. Grundlage hierfür ist u. a. der Rundfunkbeitragsstaatsvertrag (bis Ende 2012: Rundfunkgebührenstaatsvertrag). Die Satzungen regeln insbesondere, dass für die Durchführung der rundfunkgebührenrechtlichen Vorgänge (z. B. die Anmeldung von Rundfunkempfangsgeräten) die GEZ zuständig ist und nicht die jeweilige Landesrundfunkanstalt.
Adressaten für jegliche Beschwerden über die Tätigkeit der GEZ sind wegen deren fehlender Rechtsfähigkeit die Intendanten der jeweiligen regional zuständigen Rundfunkanstalten.

### Datenschutz
Die frühere GEZ speicherte Teilnehmerdaten, zu denen sowohl Privathaushalte – laut statistischem Bundesamt gibt es in Deutschland davon 39 Millionen – als auch nicht-private Betriebsstätten gehören. 2004 waren dies 41,2 Millionen Datensätze, darunter 2,2 Millionen Datensätze von abgemeldeten Teilnehmern. Dieser Datenbestand wurde im Zuge der Neuregelung ab 2013 übernommen.
Wie auch ansonsten bei Behörden und Firmen ist die datenschutzrechtliche Kontrolle der Datenverarbeitung zweistufig ausgestaltet: Es gibt interne behördliche oder betriebliche Datenschutzbeauftragte (vergleiche Art. 37 bis 39 EU-Datenschutz-Grundverordnung) sowie die hoheitliche Kontrolle durch Aufsichtsorgane (Art. 51 DSGVO). Für die interne Kontrolle ist nach § 11 Abs. 2 Rundfunkbeitrags-Staatsvertrag (RBStV) ein interner, behördlicher Datenschutzbeauftragter zu bestellen. Für die hoheitliche Aufsicht konnten sich die Bundesländer nicht auf ein einheitliches Aufsichtsorgan nach Art. 51 DSGVO einigen und deshalb ist das Aufsichtsorgan zuständig, das auch ansonsten für die nicht unter das Medienprivileg fallende Bereiche einer öffentlich-rechtlichen Rundfunkanstalt zuständig ist. Damit gibt es zwei Modelle: Zum einen die Rundfunkdatenschutzbeauftragten der jeweiligen öffentlich-rechtlichen Rundfunkanstalt, zum anderen der Landesdatenschutzbeauftragte. Letzteres gilt allerdings nur für die Kontrolle des Beitragseinzugs durch Radio Bremen, Hessischer Rundfunk und den Rundfunk Berlin-Brandenburg. Ob und inwieweit eine solche staatliche Kontrolle durch Landesdatenschutzbeauftragte zulässig ist, ist seit Jahren umstritten. Die Rundfunkanstalten berufen sich auf ihr verfassungsrechtliches Privileg der Rundfunkfreiheit. Die staatlichen Landesdatenschutzbeauftragten haben jedenfalls unter Geltung der EG-Richtlinie Europäischen Datenschutzrichtlinie die Unabhängigkeit der Rundfunkdatenschutzbeauftragten bezweifelt.
Abgesehen davon, dass im Hinblick auf die Staatsferne der Rundfunkanstalten verfassungsrechtlichen Bedenken gegen eine staatliche Kontrolle bestehen, muss berücksichtigt werden, dass die Finanzierung der öffentlich-rechtlichen Rundfunkanstalten untrennbar mit ihrer gesetzlichen Aufgabenerfüllung verbunden ist. Der Beitragseinzug ist für die Rundfunkanstalten ein existenzieller und auch verfassungsrechtlich besonders sensibler und geschützter Bereich. Anders als im staatlichen Bereich können durch datenschutzrechtliche Vorgaben bewirkte Mehraufwendungen nicht aus (anderen) Steuertöpfen ausgeglichen werden und eine Berücksichtigung der Einnahmeausfälle erfolgt – wenn überhaupt – regelmäßig erst viel später in der nächsten Gebühren- bzw. Beitragsperiode. In praktischer Hinsicht hat sich in der Vergangenheit gezeigt, dass die Kontrolle durch die Landesdatenschutzbeauftragten nur punktuell erfolgte, während durch den Rundfunkdatenschutzbeauftragten eine permanente ständige Kontrolle einschließlich einer umfangreichen Vorfeld-Beratung stattgefunden hat und stattfindet.

### Urteile und juristische Verfahren
Das Landgericht Tübingen hat mit seinem Beschluss vom 16. September 2016 – 5 T 232/16 – eine durch den Beitragsservice initiierte Zwangsvollstreckung zurückgewiesen, da u. a. die Behördeneigenschaft fehle. Dieses Urteil wurde vom Bundesgerichtshof mit Urteil vom 14. Juni 2017 – I ZB 87/16 – aufgehoben. Der Tübinger Einzelrichter hat sich folgend zur Klärung an den Europäischen Gerichtshof gerichtet. Mit Urteil vom 13. Dezember 2018 – C-492/17 – wurde final die Rechtmäßigkeit bestätigt.
2018 entschied das Bundesverfassungsgericht, dass für Zweitwohnsitze keine Abgabe gezahlt werden muss.

## Kritik
Davon zu trennen war die Kritik an der Arbeitspraxis der GEZ selbst. Dabei wurde speziell der Umgang mit Kundendaten bemängelt; es wurden auch von Landesdatenschutzbeauftragten Verstöße gegen die Bestimmungen dokumentiert.
Die GEZ erhielt den Big Brother Award 2003: Lifetime-Award für das Lebenswerk. Dieser bezog sich auf den Umgang der GEZ mit Kunden und Kundendaten.
Die Bezeichnung „Beitragsservice“ wurde als Euphemismus kritisiert.
In der aktuellen Praxis (2024) ist eine Befreiung aufgrund zu geringen Einkommens nicht möglich. Zur Befreiung bedarf es eines Bescheides einer vorgelagerten Behörde, z. B. des Jobcenters.
Die Gebühr wird unabhängig von der Nutzung des öffentlich-rechtlichen Rundfunks erhoben; ein Nachweis über die Nichtnutzung hat keine Wirkung.

## Vergleichbare Einrichtungen in anderen Ländern
In anderen europäischen Staaten mit gebührenfinanziertem öffentlich-rechtlichem Rundfunk sind für die Rundfunkabgabe oft ähnliche Organisationen zuständig. Diese können auch in privater Rechtsform organisiert sein. Zuständig sind für den entsprechenden Gebühreneinzug z. B. in Österreich das ORF-Beitrags Service und in Großbritannien die TV Licensing. In der Schweiz war von 1998 bis Ende 2018 die Billag AG für die Erhebung der Rundfunkgebühren zuständig; nach einer Gesetzesänderung, die dem geräteunabhängigen deutschen Modell weitgehend folgt, zieht seit dem 1. Januar 2019 die Serafe AG die Rundfunkgebühren ein.
Die GEZ war 2006 Gründungsmitglied der internationalen Broadcasting Fee Association („Rundfunkgebührenverband“), in der sich 13 für den Einzug von Rundfunkgebühren zuständige Einrichtungen aus 13 verschiedenen Ländern zusammenschlossen.